# Краньчевич, Сильвие Страхимир
Сильвие Страхимир Краньчевич (хорв. Silvije Strahimir Kranjčević, 17 февраля 1865, Сень — 29 октября 1908, Сараево) — хорватский поэт. Один из ведущий поэтов Хорватии второй половины XIX — начала XX века. Краньчевич поэт-реалист, его стихи имеют ярко выраженную социально-гражданскую направленность, главные темы творчества — проблемы современного мира, социальная несправедливость, судьба родины и народа.

## Биография и творчество
Сильвие Страхимир Краньчевич родился в хорватском городе Сень, входившем тогда в состав Австрийской империи. После окончания школы поступил в элитный Папский германо-венгерский коллегиум в Риме, по окончании которого собирался стать священником, однако за годы обучения он изменил свои планы и ушёл из коллегиума. Затем окончил загребскую педагогическую школу, с 1886 года учительствовал в нескольких городах Боснии, в конце концов поселился в Сараеве.
Писать стихи начал в ранней молодости. Его первая поэма Zavjet (Завет) была опубликована в 1883 году, ещё до отъезда в Рим. Ещё две поэмы Pozdrav (Привет) and Senju-gradu (Сеню-городу) были написаны в Риме. После возвращения из Италии написана поэма Noć na Foru (Ночь над Форумом).
Первый сборник стихов «Бугарштицы» (Bugarkinje) издан в 1885 году в родном городе поэта. Бугарштицы — балканские элегические народные песни. Ранние произведения Краньевича были высоко оценены рядом знаменитых хорватских литераторов, таких как Евгений Кумичич и Мирослав Крлежа. Следующими сборниками стихов стали «Избранные стихи» (1898 год), «Терзания» (Trzaji, 1902) и «Поэмы» (1908).
С 1895 по 1903 года был редактором литературного журнала «Nada», выходившего в Сараеве. С журналом сотрудничала целая плеяда хорватских литераторов, сам Краньчевич публиковал там свои литературные эссе и критику. По политическим взглядам считал себя последователем Анте Старчевича и Хорватской партии права. В поздних стихах есть отклики на русскую революцию 1905 года.
Скончался 29 октября 1908 года в Сараеве.
Большая Советская Энциклопедия характеризует Краньчевича как «первого хорватского поэта-реалиста с ярко выраженной социально-гражданской направленностью творчества»